# جون وارد غايل
جون وارد غايل هو سياسي أمريكي، ولد في 22 فبراير 1865، وتوفي في 5 أغسطس 1942. نشط حزبياً في الحزب الديمقراطي. وقد انتخب عضو مجلس النواب الأمريكي ‏.